# Jhin
Jhin (en népalais : झीँ) est un comité de développement villageois du Népal situé dans le district de Myagdi. Au recensement de 2011, il comptait 1 131 habitants.